# Instituto da Lingua Galega
L' Institut da Lingua Galega (ILG), creat el 1971, és un institut universitari pertanyent a la Universitat de Santiago de Compostel·la dedicat a la investigació lingüística del gallec. Realitza activitats de postgrau, formació d'experts en llengua gallega, i assessoria tècnica i normativa del gallec. Juntament amb la Real Academia Galega, participa en la formulació de les normes del gallec.
Aquesta institució és dirigida des de finals de 2005 per Rosario Álvarez (anteriorment per Manuel González González i Constantino García González) i la secció de lexicografia per Antón Santamarina Fernández. A més, realitza diversos treballs relacionats amb les noves tecnologies. En aquest sentit, un dels projectes significatius dels quals forma part és l'elaboració del Tesaurus medieval informatitzat de la llengua gallega en col·laboració amb CIRP, i el Tesaurus informatitzat de la llengua gallega). Acull en la seva seu conferències, simposis i trobades sobre diferents temes relacionats amb la llengua i literatura gallegues (normalització, història de la llengua, ensenyament, sociolingüística, etc.).